# Sulka

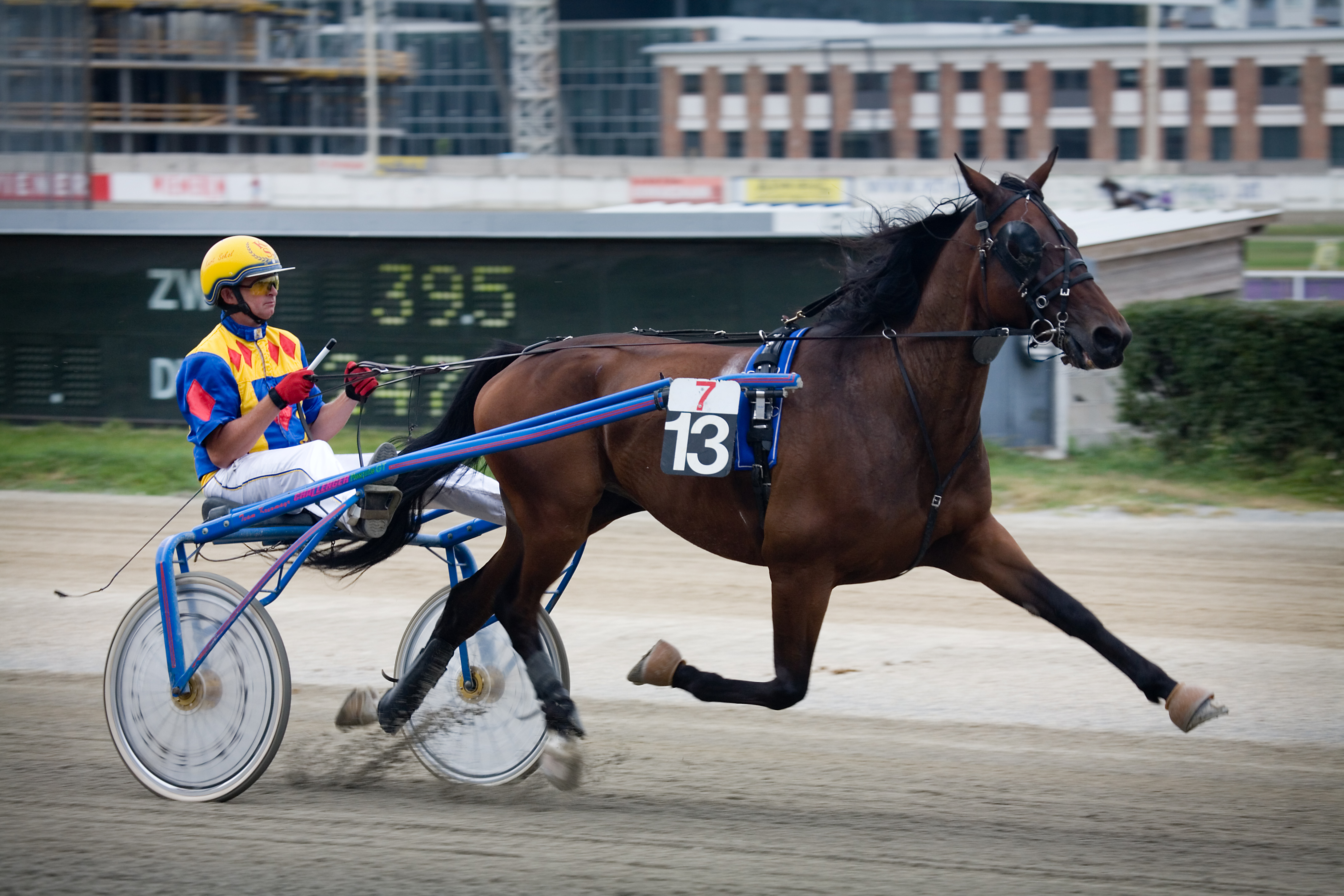
Sulka s žokejem

Sulka je lehký dvoukolý vozík, ve kterém jsou zapřažení klusáci při klusáckých dostizích. Jeho průměrná hmotnost činí 15 kg.

## Historie
Když dostihy začínaly, používaly se jen jednoduché vozíky. I když byla jejich hmotnost velmi rozdílná, všechny vozíky byly hodně těžké a tudíž velice handicapovaly koně a omezovaly jejich výkon na dostizích. Tento problém vyřešil téměř revoluční vynález sulky roku 1892.